# 長安営鎮
長安営鎮（ちょうあんえいちん）は中華人民共和国湖南省邵陽市城歩ミャオ族自治県の鎮。

## 典拠
長安営鎮は1741年に清政府がここに長安営を設立したことからこの名前が付けられました。

## 行政区画
- 横坡村
- 長坪村
- 大寨村
- 岩寨村
- 徳勝村
- 長興村
- 黄洋村
- 下排村
- 上排村
- 八樹村
- 六馬村
- 六甲村

## 歴史
2015年12月31日、長安営郷を撤廃し、長安営鎮を設立する。南山鎮の一部の村は長安営鎮に合併されている。

## 地理
長安営鎮は城歩ミャオ族自治県西南部に位置し、北は睢寧県と、東は丹口鎮と、西は通道トン族自治県と、南は五団鎮とそれぞれ接している。
- 河川：平等河
- 山：南山頂（1940メートル）、黄竹山（1740メートル）

## 観光
- 侗族鼓楼
- 文昌閣
- 紅軍紀念碑